# Selección de rugby league de Malta
La Selección de rugby league de Malta representa a Malta en competiciones de selecciones nacionales de rugby league. 
Está afiliado a la Rugby League European Federation. 

## Palmarés
Mundial de Naciones Emergentes
- Campeón (1): 2018

Europeo División C
- Campeón (1): 2010

## Participación en copas

#### Copa del Mundo de Rugby League
- no ha clasificado

#### Mundial de Naciones Emergentes
- 2018 : Campeón[1]

#### Campeonato Europeo A
- no ha clasificado

#### Campeonato Europeo B
- 2011 : 2° puesto

#### Campeonato Europeo C
- 2010 : Campeón[2]
- 2014 : 2° puesto
- 2015 : 2° puesto

#### Campeonato Europeo D
- 2021 : 4° puesto